# Néo-palisséens
Les néo-palisséens sont des céramistes français du XIXe siècle qui produisirent une céramique dans le goût de celles de Bernard Palissy à la Renaissance.
On distingue essentiellement deux tendances : l'école de Tours portée par Charles-Jean Avisseau et l'école de Paris, portée par Victor Barbizet et Georges Pull.

## École de Tours

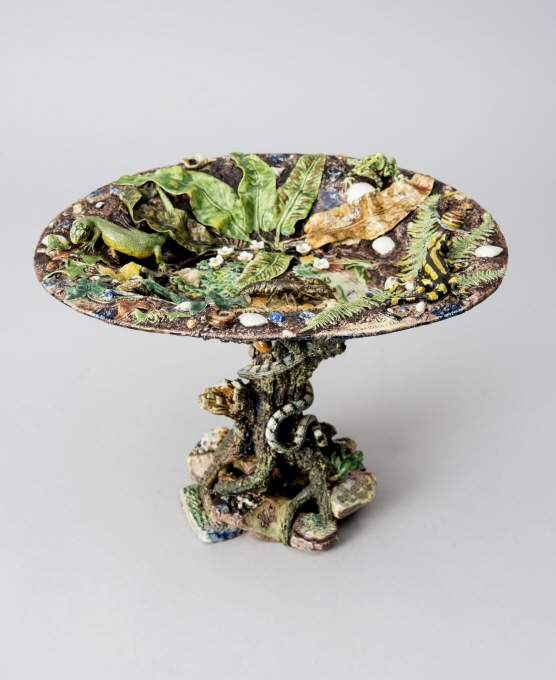
Charles-Jean Avisseau, Bol à pied (1857), Stockholm, Nationalmuseum.

La naissance de l'école de Tours est due à Charles-Jean Avisseau qui, après avoir vu un plat de Bernard Palissy chez son employeur, se décide à trouver le secret de fabrication de ses émaux ; une quête qui durera quinze ans. La différence majeure avec l'art de Palissy est qu'Avisseau réalise un modelage des animaux ornant ses plats, alors que Palissy pratiquait le moulage sur nature. Avisseau s'inspire avant tout de la nature tant dans les formes que dans les couleurs, ce qui fait considérer les néo-palisséens de l'école de Tours comme des précurseurs de l'Art nouveau.

### Artistes rattachés à l'école de Tours
- Charles-Jean Avisseau[2]
- Joseph Landais[2]
- Auguste François Chauvigné[2]
- Auguste-Alexandre Chauvigné[2]
- Léon Brard[2]
- Armand Louis Carré de Busserolle[2]
- De Neuchez[1]
- Louis Tinier[1]
- Octave Deniau[1]

## École de Paris

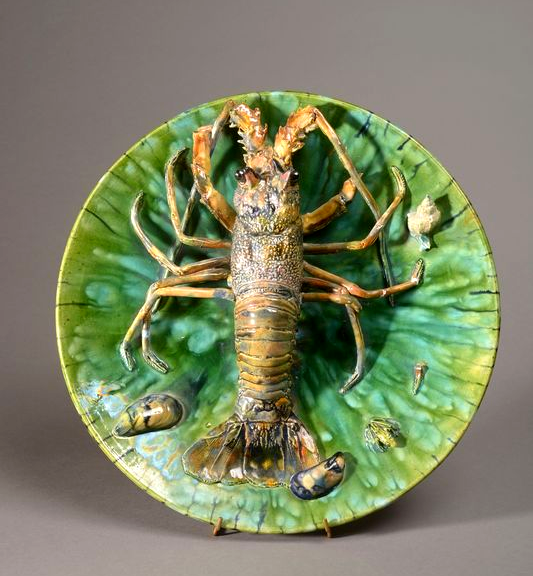
Alfred Renoleau, Plat rond au homard, localisation inconnue.

L'école de Paris est portée par deux figures majeures, tout d'abord Victor Barbizet qui installe son atelier à Paris en 1850, puis Georges Pull en 1856,. L'école de Paris se distingue de l'école de Tours par un émail dur aux couleurs vives et profondes qui s'éloigne des couleurs naturelles — bleu intense chez Barbizet notamment et couleurs vives chez Pull notamment —, par l'emploi du moulage plutôt que de la sculpture. Cette école est réputée pour la finesse de ses moulages et par une stylisation des formes qui en fait un des précurseurs du surréalisme,.

### Artistes rattachés à l'école de Paris
- Victor Barbizet[2]
- Georges Pull[2]
- François Maurice[2]
- Thomas-Victor Sergent[2]
- Alfred Renoleau[1]